# Rhodobryum laxelimbatum
Rhodobryum laxelimbatum är en bladmossart som beskrevs av Iwatsuki och T. Koponen 1972. Rhodobryum laxelimbatum ingår i släktet rosmossor, och familjen Bryaceae. Inga underarter finns listade i Catalogue of Life.